# Desoxyadenosinemonofosfaat
Desoxyadenosinemonofosfaat of dAMP is een desoxyribonucleotide die is opgebouwd uit het nucleobase adenine, het monosacharide desoxyribose en een fosfaatgroep. Het kan worden gevormd door de hydrolyse van desoxyadenosinedifosfaat (dADP), dat op zijn beurt is gevormd door hydrolyse van desoxyadenosinetrifosfaat (dATP). Deze laatste structuur kan worden opgevat als zijnde afgeleid van adenosinetrifosfaat (ATP), de belangrijkste energiedragende molecule in biologische cellen.
Desoxyadenosinemonofosfaat is, naast de andere monofosfaat-desoxyribonucleotiden, een van de bouwstenen van het DNA. Het vormt daarin waterstofbruggen met thymidinemonofosfaat (TMP).